# Richard FitzJames
Richard FitzJames, död den 15 januari 1522, var en engelsk medeltida biskop.
FitzJames var rektor vid Oxfords universitet 1481 och 1491.
FitzJames utnämndes till biskop i Rochester den 2 januari 1497 och vigdes den 21 maj samma år. Han förflyttades till Chichester den 29 november 1503 och därifrån till Londons stift omkring den 5 juni 1506.